# Kaia Kanepi
Kaia Kanepi (Haapsalu, 10 giugno 1985) è una tennista estone.
Destrorsa e con rovescio bimane, trova nella terra battuta la sua superficie preferita e dal 2008 è allenata da Pablo Giacopelli. 
In carriera ha vinto in totale quattro titoli WTA ed ha raggiunto i quarti di finale in tutte le prove del Grande Slam. Con il suo best ranking alla posizione numero 15 nell'agosto 2012, ha detenuto a lungo il primato di miglior tennista estone di sempre, venendo poi superata da Anett Kontaveit.

## Carriera

### Juniores: nº 1 del mondo
Ha iniziato a giocare a tennis a otto anni grazie all'interessamento dei familiari. È una grande ammiratrice di Anna Kurnikova, Martina Hingis, Marat Safin, Andy Roddick e Roger Federer. Nel 2001 è stata la numero 1 del ranking juniores, vincendo il titolo giovanile al Roland Garros, dove ha sconfitto tra le altre Dinara Safina e - in finale - Svetlana Kuznecova.

### Professionismo

#### 2000-2006: Top 100

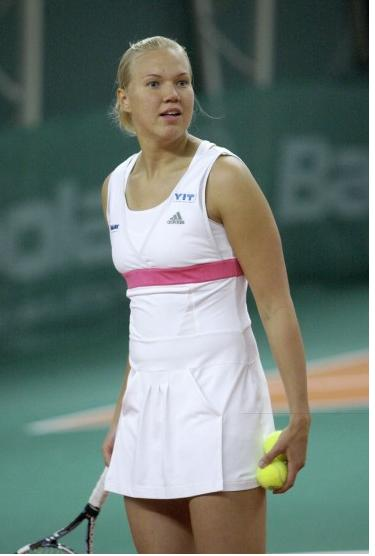
Kaia Kanepi nel 2007.

Diventata professionista nel 2000, nel 2005 è stata la prima tennista estone capace di raggiungere le semifinali in un torneo del circuito WTA a Calcutta, sconfitta da Anastasija Myskina. Nel 2006, partendo addirittura dalle qualificazioni, è diventata anche la prima estone finalista, al torneo belga di Hasselt dove ha perso in tre set combattutissimi da Kim Clijsters dopo aver eliminato Kremer, Dechy, Danilidou, Schiavone e Krajicek. Nel corso di quest'anno ha anche debuttato nei tornei del Grande Slam, raggiungendo il 3º turno a Flushing Meadows ed il 2º a Parigi e chiudendo per la prima volta l'anno tra le prime 100.

#### 2007: Top 40
Sconfigge agli Australian Open la testa di serie numero 28, Flavia Pennetta, prima di perdere nel secondo turno contro Alicia Molik. Agli Indian Wells, viene sconfitta nel secondo turno dalla futura campionessa Daniela Hantuchová. A Miami sorprende Patty Schnyder, per poi uscire di scena per mano della qualificata Vera Duševina. Raggiunge la semifinale nel torneo austriaco dove viene fermata da Francesca Schiavone. La terza semifinale stagionale le permette di entrare di diritto nella Top 40, precisamente al 40º posto.

#### 2008: quarti di finale al Roland Garros e Top 35
Il 2008 è stata la sua seconda annata migliore, impreziosita dai quarti di finale raggiunti al Roland Garros (con gli scalpi di Anna Čakvetadze ed Anabel Medina Garrigues) che le hanno consentito di entrare tra le prime 35 del mondo. Nel corso dell'anno ha anche raggiunto le semifinali ad Acapulco, i quarti a Sydney e Viña del Mar ed il 4º turno a Miami, dove ha battuto Patty Schnyder prima di arrendersi a Serena Williams. Ha preso parte anche alle Olimpiadi di Pechino come singolarista, uscendo al terzo turno venendo sconfitta da Li Na. Raggiunge i quarti di finale nel Tier I, secondo solo ai Grandi Slam, dove viene fermata dalla nº 5 del mondo Dinara Safina. Si spinge fino alla semifinale in Corea venendo estromessa dalla futura campionessa Marija Kirilenko. Nel Tier III a Tokyo raggiunge la finale, ma viene sconfitta dal numero 16 del mondo Caroline Wozniacki. Grazie a questi risultati, a fine anno viene premiata come "Miglior Atleta Femminile Estone".

#### 2009: crollo e uscita dalle Top 100
Nel 2009 raggiunge il terzo turno degli Australian Open perdendo miserabilmente contro la numero 3 del mondo, Dinara Safina. Non è stata in grado di ripetere i successi dell'anno precedente, perdendo più volte al primo turno in molti tornei e scivolando così alla sessantunesima posizione del ranking. Tuttavia, supera il proprio record di servizio raggiungendo i 196 km/h (122 mph).

#### 2010: primo titolo WTA, quarti di finale a Wimbledon e US Open
Nel 2010, dopo i tornei premier americani di Indian Wells e Miami, scivola al nº 123 della classifica mondiale ottenendo come miglior risultato i quarti di finale nel torneo di Memphis e soprattutto nel Torneo di Wimbledon. In Gran Bretagna, partita dalle qualificazioni, la Kanepi elimina subito la finalista del Roland Garros Samantha Stosur con doppio 6-4, poi, dopo aver eliminato Edina Gallovits, Alexandra Dulgheru e Klára Zakopalová, si ritrova contro Petra Kvitová nei quarti di finale. Per l'estone ci sono 5 match point non sfruttati, e conseguente cedimento improvviso nel terzo set: 4-6 7–6(8) 8-6 il punteggio finale per la Kvitova. Il 18 luglio vince a Palermo il primo titolo WTA della sua carriera battendo in finale l'italiana Flavia Pennetta con il punteggio di 6-4, 6-3, diventando la prima estone a riuscire in tale impresa. Agli US Open 2010 viene eliminata ai quarti di finale dalla russa Vera Zvonarëva.

#### 2011: quarta finale WTA

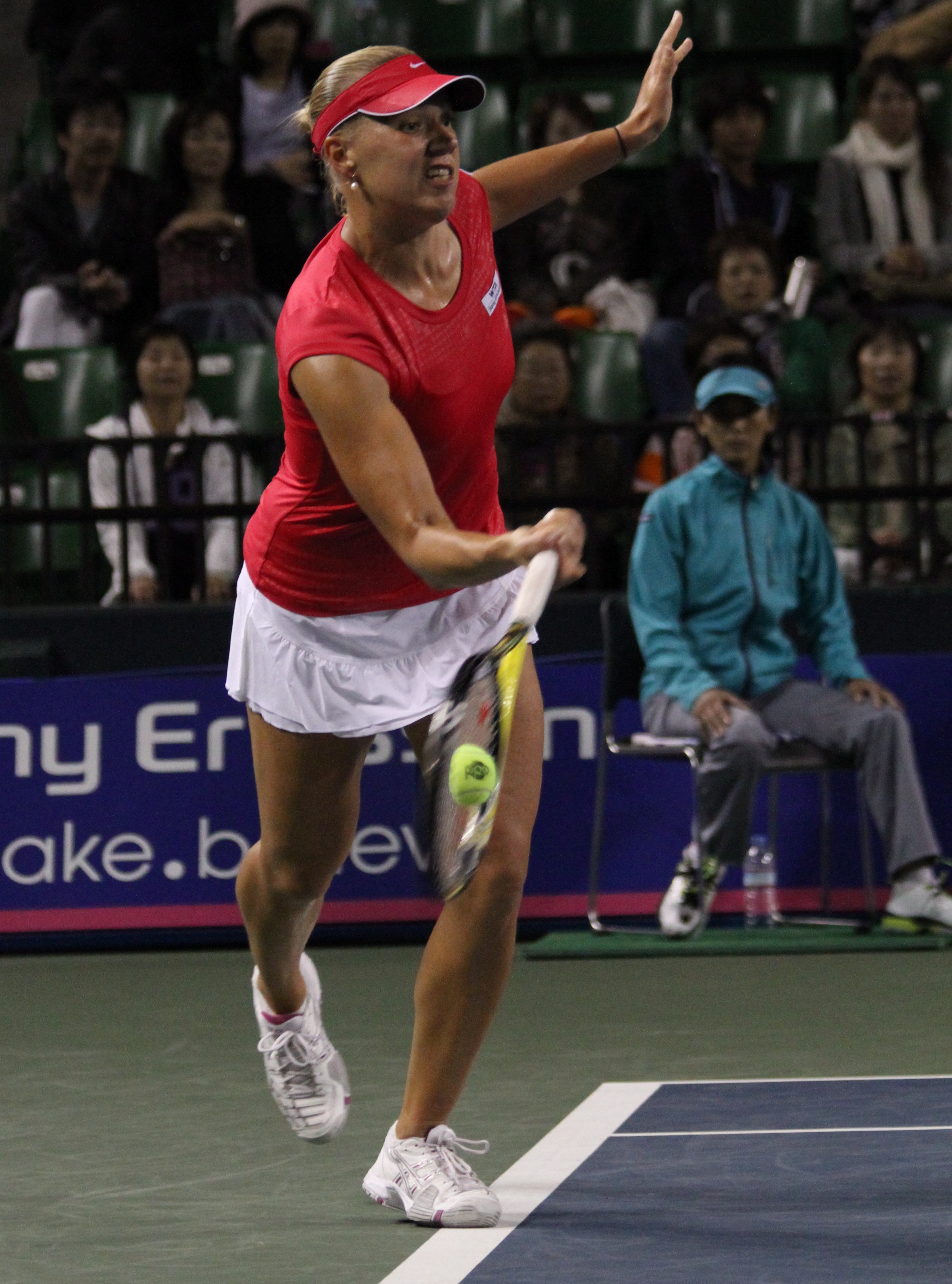
Kaia Kanepi nel 2011.

Raggiunge la semifinale nell'Open di Suez perdendo contro Kim Clijsters. Uscendo di scena nei primi turni, al Roland Garros raggiunge il terzo turno superando Sofia Arvidsson e Heather Watson, per poi perdere contro Ekaterina Makarova. Con i scarsi risultati sull'erba, perdendo subito sia a Birmingham e a Eastbourne, scivola fuori dalla Top 30. Anche gli US Open sono disastrosi, in quanto esce di scena al secondo turno per mano della qualificata Sílvia Soler Espinosa. Tuttavia, i tornei asiatici le danno qualche soddisfazione raggiungendo la finale a Mosca, perdendo contro Dominika Cibulková. Raggiunge la semifinale nel torneo ITF a Helsinki.

#### 2012, l'annata migliore: due titoli WTA, quarti di finale al Roland Garros e Top 15
Il 7 gennaio 2012 la Kanepi si aggiudica il torneo di Brisbane battendo in finale Daniela Hantuchová per 6-2, 6-1. Successivamente esce al secondo turno a Melbourne per mano della Makarova. Esce ai primi turni a Indian Wells e a Miami, rispettivamente contro Scheepers e Soler Espinosa. Esce ai quarti a Copenaghen contro la Janković per 4-6 6-1 6-3. Vince il torneo dell'Estoril battendo in finale Carla Suárez Navarro per 3-6 7–6(6) 6-4 salvando due match point. Esce al primo turno a Madrid contro Lucie Šafářová e perde nelle semifinali al torneo di Brussels contro Agnieszka Radwańska. Esce ai quarti al Roland Garros contro Šarapova per 6-2 6-3. Successivamente salta tutta la stagione su erba e quella americana per un infortunio alla caviglia: deve anche rinunciare alle Olimpiadi di Londra. Vince il suo secondo titolo WTA a Brisbane sconfiggendo Aleksandra Panova, Anastasija Pavljučenkova, Andrea Petković (testa di serie nº 2), Francesca Schiavone (testa di serie nº 3) e Daniela Hantuchová. Vince un altro torneo, stavolta in Portogallo superando in finale Carla Suárez Navarro. Raggiunge i quarti di finale al Roland Garros sconfiggendo la nona testa di serie Caroline Wozniacki e Arantxa Rus, prima di venire sconfitta da Marija Šarapova. Grazie a questo risultato si spinge per la prima volta alla posizione numero 15 del ranking, tuttora suo best ranking. A causa di un serio infortunio al tendine di achille non disputa i tornei sull'erba e le Olimpiadi di Rio. Al ritorno raggiunge la terza finale della stagione in Corea dove la Wozniacki ha la meglio.

#### 2013-2016: quarto titolo WTA, quarti di finale a Wimbledon, infortunio e crollo in classifica

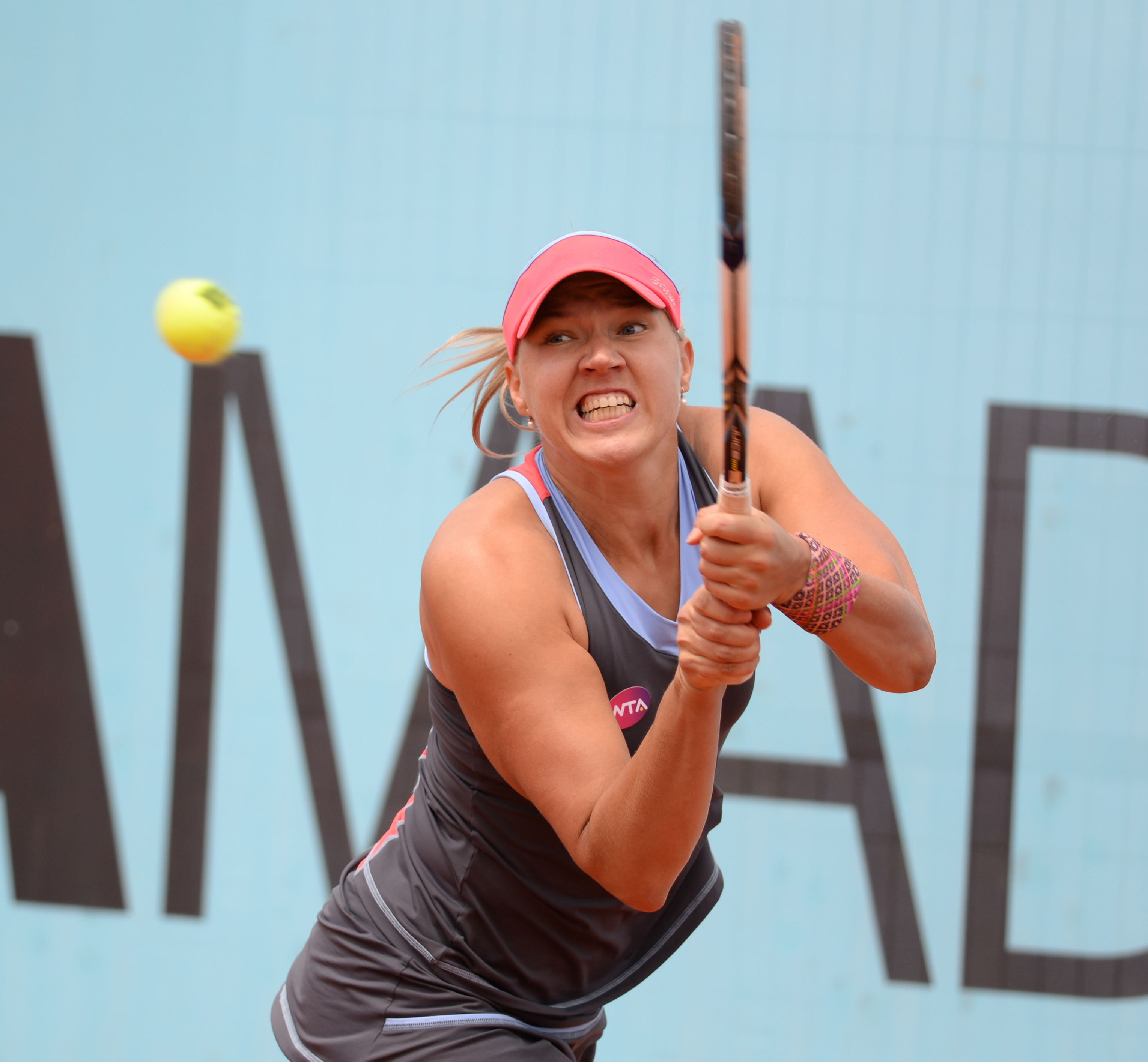
Kaia Kanepi nel 2015.

Il 25 maggio 2013 vince il torneo WTA Premier di Brussels battendo in finale la cinese Peng Shuai con il punteggio di 6-2, 7-5. A Wimbledon raggiunge i quarti di finale dove viene sconfitta da Sabine Lisicki. Nel 2014 sorprende la nº 7 del mondo, Jelena Janković, a Wimbledon; prima di perdere nel secondo turno contro Jaroslava Švedova. Non riuscendo a difendere i quarti di finale, esce dalla Top 50. Durante l'annata raggiunge per la quarta volta i quarti di finale di un torneo in Corea. Nel 2015, dopo un anno disastroso durante il quale esce più volte nei primi due turni, scivola alla posizione nº 122. Nel 2016 si concentra sui tornei minori, ITF, raggiungendo solamente un quarto di finale a Padova a giugno. Successivamente, sarà costretta a uno lungo stop a causa di grave infortunio che la vedrà scivolare alla posizione numero 630.

#### 2017: quarti di finale agli US Open e ritorno in Top 100
Nel 2017 torna a disputare i tornei ITF vincendone due, uno in Germania e uno in Estonia. Non supera le qualificazioni per Wimbledon. Non riesce ad ottenere una wild card per lo Slam americano; di conseguenza le viene assegnato un "proteggi ranking" per disputare le qualificazioni. Le supera ed entra nel main draw dopo due anni di assenza. Estromette in ordine: Francesca Schiavone, Yanina Wickmayer e Naomi Ōsaka. Dopo esattamente tre anni entra nella seconda settimana raggiungendo gli ottavi di finale. Qui supera Dar'ja Kasatkina arrivando ai quarti di finale Slam dopo più di quattro anni dall'ultima volta (Wimbledon 2013); viene fermata da Madison Keys in due facili sets. Nella storia dell'US Open, è la seconda tennista a raggiungere tale traguardo, prima di lei solo Barbara Gerken nel 1981. La Kanepi dalla posizione numero 418 sale alla nº 110. Conclude l'anno nella Top 100, esattamente al 100º posto, per la prima volta dal 2014.

#### 2018: ritorno in Top 50, vittoria contro Simona Halep e ottavo di finale agli US Open

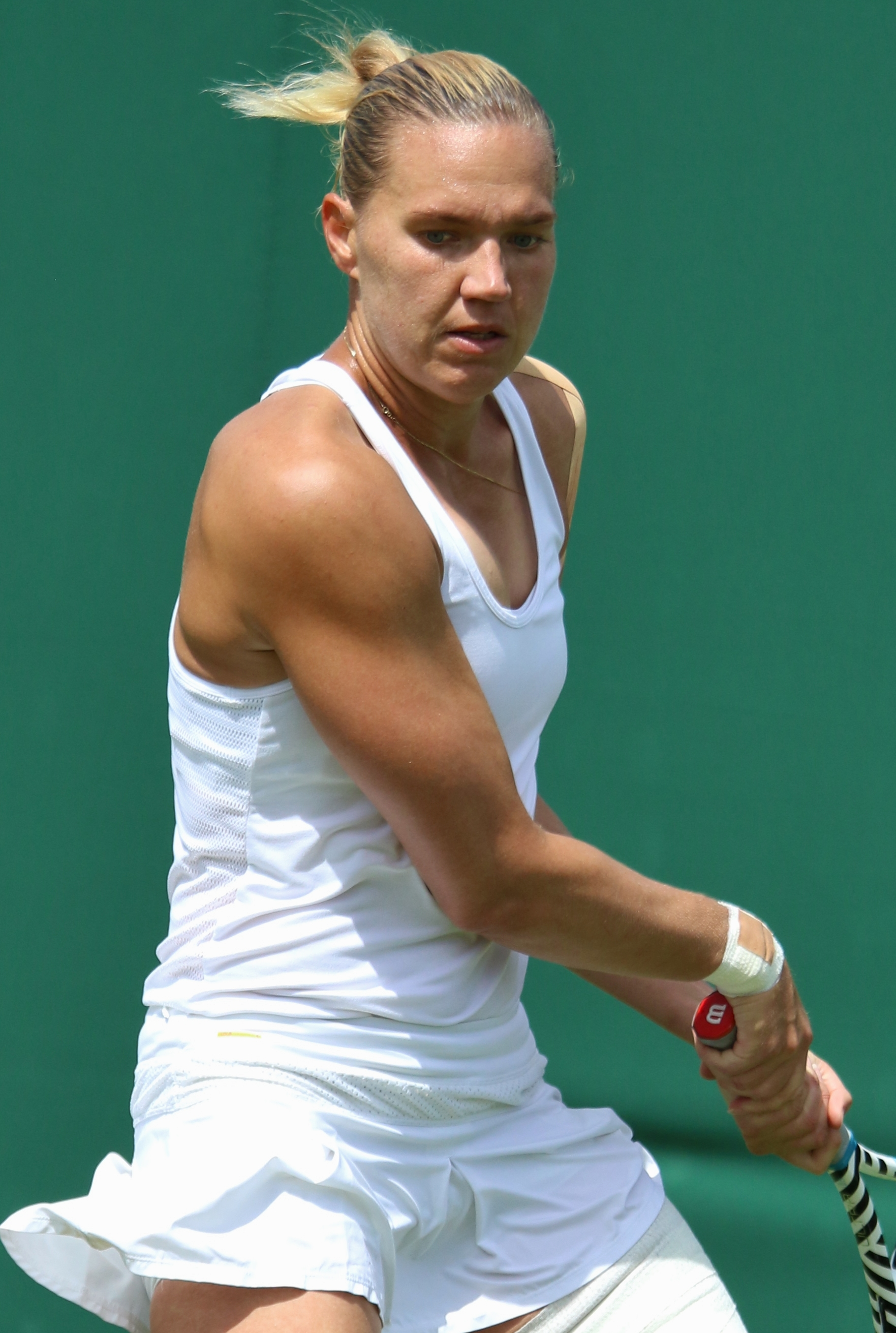
Kaia Kanepi nel 2019.

Nel 2018 raggiunge i quarti di finale a Brisbane eliminando Dar'ja Kasatkina e Lesja Curenko. Agli Australian Open estromette Dominika Cibulková e Mónica Puig, raggiungendo il terzo turno dello Slam australiano a distanza di nove anni. Successivamente verrà sconfitta da Carla Suárez Navarro. Durante il Roland Garros (perso al primo turno contro Dar'ja Kasatkina) ritorno dopo tre anni nella Top 50. Il 27 agosto, agli US Open, ottiene la vittoria più importante e clamorosa della carriera sconfiggendo nel primo turno Simona Halep, numero 1 del mondo, in due set e in 76 minuti di gioco (6-2 6-4). La rumena diventa così la prima tennista nº 1 a perdere al primo turno nella storia dell'US Open e la sesta in generale. Nei turni successivi elimina Jil Teichmann per 6-4 6-3 e Johanna Larsson per 6-3 7–6(3). Negli ottavi di finale è opposta a Serena Williams, sei volte campionessa a New York, che si impone per 0-6 6-4 3-6.

#### 2021-2022: riscatto agli Australian Open
Agli Australian Open 2021 passa il primo turno sconfiggendo Anastasija Sevastova per 6-3 6-1 e poi nel secondo estromette a sorpresa la campionessa in carica e numero 4 del mondo Sofia Kenin per 6-3 6-2. Al terzo turno si arrende però a Donna Vekic per 7-5 6(2)–7 4-6. Agli Us Open 2021 batte la testa di serie 31 Yulia Putintseva ma viene estromessa al secondo turno dalla giovane sorpresa Leylah Annie Fernandez che si spingerà poi fino alla finale del torneo. Nonostante le numerose sconfitte ai primi turni, vince due tornei ITF in Estonia e in USA, e questo le consente di terminare l'anno alla posizione 72.
Agli Australian Open 2022 coglie per la prima volta in carriera i quarti di finale, grazie alle vittorie su Angelique Kerber (6-4 6-3), Marie Bouzková (6-2 7–6(3)), Maddison Inglis (2-6 6-2 6-0) e sulla numero 2 del mondo Aryna Sabalenka (5-7 6-3 7-6). Grazie a questo risultato, ha raggiunto in carriera tutti i quarti di finale in tutti e quattro gli Slam, oltre a riuscire a rientrare in top 100. Affronta quindi Iga Świątek, contro cui perde in tre parziali (6-4 6(2)-7 3-6), non riuscendo ad approdare alla sua prima semifinale major.

## Statistiche WTA

### Singolare

#### Vittorie (4)
| Legenda               | Legenda      |
| --------------------- | ------------ |
| Grande Slam (0)       |              |
| Ori Olimpici (0)      |              |
| WTA Finals (0)        |              |
| WTA Elite Trophy (0)  |              |
| Dal 2009 al 2020      | Dal 2021     |
| Premier Mandatory (0) | WTA 1000 (0) |
| Premier 5 (0)         | WTA 1000 (0) |
| Premier (2)           | WTA 500 (0)  |
| International (2)     | WTA 250 (0)  |

| N. | Data           | Torneo                           | Superficie  | Avversaria in finale | Punteggio        |
| 1. | 18 luglio 2010 | Palermo Ladies Open, Palermo     | Terra rossa | Flavia Pennetta      | 6-4, 6-3         |
| 2. | 7 gennaio 2012 | Brisbane International, Brisbane | Cemento     | Daniela Hantuchová   | 6-2, 6-1         |
| 3. | 5 maggio 2012  | Estoril Open, Estoril            | Terra rossa | Carla Suárez Navarro | 3-6, 7-6(6), 6-4 |
| 4. | 25 maggio 2013 | Brussels Open, Bruxelles         | Terra rossa | Peng Shuai           | 6-2, 7-5         |

#### Sconfitte (6)
| Legenda              | Legenda               | Legenda      |
| -------------------- | --------------------- | ------------ |
| Grande Slam (0)      |                       |              |
| Argenti Olimpici (0) |                       |              |
| WTA Finals (0)       |                       |              |
| WTA Elite Trophy (0) |                       |              |
| Prima del 2009       | Dal 2009 al 2020      | Dal 2021     |
| Tier I (0)           | Premier Mandatory (0) | WTA 1000 (0) |
| Tier II (0)          | Premier 5 (0)         | WTA 1000 (0) |
| Tier III (2)         | Premier (1)           | WTA 500 (1)  |
| Tier IV (0)          | International (1)     | WTA 250 (1)  |
| Tier V (0)           | International (1)     | WTA 250 (1)  |

| N. | Data              | Torneo                                 | Superficie    | Avversaria in finale | Punteggio        |
| 1. | 5 novembre 2006   | Hasselt Cup, Hasselt                   | Sintetico (i) | Kim Clijsters        | 3-6, 6-3, 4-6    |
| 2. | 5 ottobre 2008    | Japan Open Tennis Championships, Tokyo | Cemento       | Caroline Wozniacki   | 2-6, 6-3, 1-6    |
| 3. | 23 ottobre 2011   | Kremlin Cup, Mosca                     | Cemento (i)   | Dominika Cibulková   | 6-3, 6(1)-7, 5-7 |
| 4. | 23 settembre 2012 | Korea Open, Seul                       | Cemento       | Caroline Wozniacki   | 1-6, 0-6         |
| 5. | 7 febbraio 2021   | Gippsland Trophy, Melbourne            | Cemento       | Elise Mertens        | 4-6, 1-6         |
| 6. | 7 agosto 2022     | Washington Open, Washington            | Cemento       | Ljudmila Samsonova   | 6-4, 3-6, 3-6    |

### Doppio

#### Sconfitte (1)
| Legenda               | Legenda      |
| --------------------- | ------------ |
| Grande Slam (0)       |              |
| Argenti Olimpici (0)  |              |
| WTA Finals (0)        |              |
| WTA Elite Trophy (0)  |              |
| Dal 2009 al 2020      | Dal 2021     |
| Premier Mandatory (0) | WTA 1000 (0) |
| Premier 5 (0)         | WTA 1000 (0) |
| Premier (0)           | WTA 500 (0)  |
| International (1)     | WTA 250 (0)  |

| N. | Data           | Torneo                  | Superficie    | Compagna        | Avversaria in finale            | Punteggio        |
| 1. | 15 aprile 2012 | Danish Open, Copenaghen | Sintetico (i) | Sofia Arvidsson | Kimiko Date-Krumm Rika Fujiwara | 2-6, 6-4, [5–10] |

## Statistiche ITF

### Singolare

#### Vittorie (21)
| Torneo $100.000 (2) |
| Torneo $80.000 (0)  |
| Torneo $75.000 (1)  |
| Torneo $60.000 (2)  |
| Torneo $50.000 (1)  |
| Torneo $40.000 (0)  |
| Torneo $25.000 (12) |
| Torneo $15.000 (2)  |
| Torneo $10.000 (1)  |

| N.  | Data              | Torneo                                                                          | Superficie  | Avversaria in finale        | Score                  |
| 1.  | 25 giugno 2000    | Sampo Open, Tallinn                                                             | Terra rossa | Margit Rüütel               | 6-1, 6-2               |
| 2.  | 17 giugno 2001    | Sampo Open, Tallinn                                                             | Terra rossa | Ľubomíra Kurhajcová         | 7-6(4), 6-3            |
| 3.  | 8 giugno 2003     | Torneo Internazionale Femminile Città Di Galatina, Galatina                     | Terra rossa | María José Martínez Sánchez | 6-3, 6-3               |
| 4.  | 14 settembre 2003 | Trofeo Viva, Torino                                                             | Terra rossa | Mervana Jugić-Salkić        | 6-3, 6-3               |
| 5.  | 15 febbraio 2004  | AEGON Pro Series Sunderland, Sunderland                                         | Cemento (i) | Anna Čakvetadze             | 7-6(5), 6-0            |
| 6.  | 3 luglio 2005     | Internazionali Città di Fano, Fano                                              | Terra rossa | Melinda Czink               | 3-6, 6-1, 7-5          |
| 7.  | 2 maggio 2010     | Open GDF SUEZ de Cagnes-sur-Mer Alpes-Maritimes, Cagnes-sur-Mer                 | Terra rossa | Maša Zec Peškirič           | 6-3, 6-2               |
| 8.  | 16 maggio 2010    | Open International Féminin Midi-Pyrénées Saint-Gaudens Comminges, Saint-Gaudens | Terra rossa | Zhang Shuai                 | 6-2, 7-5               |
| 9.  | 13 luglio 2014    | Open GDF SUEZ de Biarritz, Biarritz                                             | Terra rossa | Teliana Pereira             | 6-2, 6-4               |
| 10. | 20 dicembre 2015  | Chang ITF Thailand Pro Circuit Bangkok, Bangkok                                 | Cemento     | Patty Schnyder              | 6-3, 6-3               |
| 11. | 11 giugno 2017    | Bredeney Ladies Open, Essen                                                     | Terra rossa | Patty Schnyder              | 3–6, 7–6(5), 2–0, rit. |
| 12. | 29 luglio 2017    | Merko Estonian Open, Pärnu                                                      | Terra rossa | Polina Golubovskaja         | 6-1, 6-0               |
| 13. | 5 novembre 2017   | Open GDF SUEZ Nantes Atlantique, Nantes                                         | Cemento (i) | Richèl Hogenkamp            | 6-3, 6-4               |
| 14. | 10 giugno 2018    | Internazionali Femminili di Tennis di Brescia, Brescia                          | Terra rossa | Martina Trevisan            | 6-4, 6-3               |
| 15. | 1º dicembre 2019  | Milovice Indoor Open, Milovice                                                  | Cemento (i) | Anastasia Kulikova          | 6-4, 6-3               |
| 16. | 18 ottobre 2020   | Open Feminin 50, Cherbourg-en-Cotentin                                          | Cemento (i) | Harriet Dart                | 6-4, 6-4               |
| 17. | 31 ottobre 2020   | Republican Girls, Istanbul                                                      | Cemento (i) | Vera Zvonarëva              | 6-3, 6-3               |
| 18. | 22 novembre 2020  | Open Gran Canaria Nosolotenis, Las Palmas de Gran Canaria                       | Terra rossa | Mayar Sherif                | 6-3, 6-2               |
| 19. | 8 agosto 2021     | Tallink Estonian Open, Pärnu                                                    | Terra rossa | Anna Sisková                | 7-5, 6-4               |
| 20. | 26 settembre 2021 | Fort Worth Women's, Fort Worth                                                  | Cemento     | Kayla Day                   | 6-2, 6-1               |
| 21. | 16 luglio 2023    | Amstelveen Women's Open, Amstelveen                                             | Terra rossa | Lola Radivojević            | 6-2, 7-6(5)            |

#### Sconfitte (6)
| Torneo $100.000 (1) |
| Torneo $80.000 (0)  |
| Torneo $75.000 (1)  |
| Torneo $60.000 (0)  |
| Torneo $50.000 (2)  |
| Torneo $40.000 (0)  |
| Torneo $25.000 (1)  |
| Torneo $15.000 (0)  |
| Torneo $10.000 (1)  |

| N. | Data             | Torneo                                    | Superficie  | Avversaria in finale | Score       |
| 1. | 4 luglio 1999    | Sampo Open, Tallinn                       | Terra rossa | Anna Zaporožanova    | 3–6, 3–6    |
| 2. | 22 luglio 2001   | Memorial Eugenio Fontana, Modena          | Terra rossa | Maja Matevžič        | 5-7, 6(5)-7 |
| 3. | 29 luglio 2001   | Baden Pokal, Ettenheim                    | Terra rossa | Maja Matevžič        | 2–6, 3–6    |
| 4. | 19 ottobre 2003  | Open GDF Suez de Touraine, Joué-lès-Tours | Cemento (i) | Dally Randriantefy   | 5–7, 4–6    |
| 5. | 18 dicembre 2005 | Al Habtoor Tennis Challenge, Dubai        | Terra rossa | Marion Bartoli       | 2–6, 0–6    |
| 6. | 6 luglio 2014    | Open 88 Contrexéville, Contrexéville      | Terra rossa | Irina-Camelia Begu   | 3–6, 4–6    |

### Doppio

#### Vittorie (2)
| Torneo $100.000 (1) |
| Torneo $80.000 (0)  |
| Torneo $75.000 (0)  |
| Torneo $60.000 (0)  |
| Torneo $50.000 (0)  |
| Torneo $40.000 (0)  |
| Torneo $25.000 (1)  |
| Torneo $15.000 (0)  |
| Torneo $10.000 (0)  |

| N. | Data            | Torneo                                         | Superficie  | Compagna        | Avversarie in finale                 | Punteggio |
| 1. | 12 ottobre 2003 | The Jersey International, Baliato di Jersey    | Cemento (i) | Sofia Arvidsson | Yvonne Meusburger Hanna Nooni        | 6-3, 7-5  |
| 2. | 15 luglio 2007  | Torneo Internazionale Regione Piemonte, Biella | Terra rossa | Maret Ani       | Mervana Jugić-Salkić Renata Voráčová | 6-4, 6-1  |

#### Sconfitte (1)
| Torneo $100.000 (0) |
| Torneo $80.000 (0)  |
| Torneo $75.000 (0)  |
| Torneo $60.000 (0)  |
| Torneo $50.000 (0)  |
| Torneo $40.000 (0)  |
| Torneo $25.000 (0)  |
| Torneo $15.000 (0)  |
| Torneo $10.000 (1)  |

| N. | Data           | Torneo              | Superficie  | Compagna        | Avversarie in finale            | Punteggio   |
| 1. | 24 giugno 2000 | Sampo Open, Tallinn | Terra rossa | Scarlett Werner | Agata Kurowska Maria Wolfbrandt | 6(5)–7, 4–6 |

## Risultati in progressione
| V | F | SF | QF | #T | RR | Q# | A | ND |

(V) Torneo vinto; raggiunto (F) finale, (SF) semifinale, (QF) quarti di finale, (#T) turni 4, 3, 2, 1; (RR) round - robin; (Q#) Turno di qualificazione; (A) assente dal torneo; (ND) torneo non disputato.

### Singolare
| Australian Open           | A             | Q2            | A             | Q2            | A             | Q1            | 2T            | 1T            | 3T            | 2T            | 2T    | 2T      | A       | 1T      | 1T    | A    | A    | 0 / 8   | 6–8     |
| Open di Francia           | A             | A             | A             | Q2            | A             | 2T            | 1T            | QF            | 1T            | 2T            | 3T    | QF      | 2T      | 1T      | 1T    | Q2   | A    | 0 / 10  | 13–10   |
| Wimbledon                 | A             | A             | A             | A             | A             | 1T            | 2T            | 1T            | 1T            | QF            | 1T    | A       | QF      | 2T      | 1T    | A    | Q2   | 0 / 9   | 10–9    |
| US Open                   | A             | Q1            | Q2            | A             | Q2            | 3T            | 1T            | 2T            | 1T            | QF            | 2T    | A       | 3T      | 4T      | 2T    | A    |      | 0 / 9   | 14–9    |
| Vittorie-sconfitte        | 0–0           | 0–0           | 0–0           | 0–0           | 0–0           | 3–3           | 2–4           | 5–4           | 2–4           | 10–4          | 4–4   | 5–2     | 7–3     | 4–4     | 1–4   | 0–0  | 0–0  | 0 / 36  | 43–36   |
| WTA Premier Mandatory     |               |               |               |               |               |               |               |               |               |               |       |         |         |         |       |      |      |         |         |
| Indian Wells              | A             | A             | A             | A             | A             | 1T            | 2T            | 2T            | 3T            | 1T            | 3T    | 2T      | A       | 2T      | 1T    | A    | A    | 0 / 9   | 4–9     |
| Miami                     | A             | A             | A             | A             | A             | A             | 3T            | 4T            | 3T            | 1T            | 2T    | 2T      | A       | 3T      | 3T    | A    | A    | 0 / 8   | 9–8     |
| Madrid                    | Non disputato | Non disputato | Non disputato | Non disputato | Non disputato | Non disputato | Non disputato | Non disputato | 1T            | A             | 1T    | 1T      | QF      | 1T      | 2T    | A    | A    | 0 / 6   | 4–6     |
| Pechino                   | Tier IV       | Tier IV       | Tier II       | Tier II       | Tier II       | Tier II       | Tier II       | Tier II       | 1T            | 2T            | 3T    | A       | 2T      | 1T      | A     | A    |      | 0 / 4   | 2–4     |
| WTA Premier 5             |               |               |               |               |               |               |               |               |               |               |       |         |         |         |       |      |      |         |         |
| Dubai                     | Tier II       | Tier II       | Tier II       | Tier II       | Tier II       | Tier II       | Tier II       | Tier II       | SF            | A             | 3T    | Premier | Premier | Premier | 1T    | A    | A    | 0 / 4   | 7–3     |
| Doha                      | Tier III      | Tier III      | Tier III      | Tier II       | Tier II       | Tier II       | Tier II       | A             | Non disputato | Non disputato | P     | A       | A       | 1T      | A     | A    | A    | 0 / 0   | 0–1     |
| Roma                      | A             | A             | A             | A             | A             | A             | 2T            | 1T            | QF            | A             | 1T    | A       | A       | A       | A     | A    | A    | 0 / 4   | 4–4     |
| Montréal / Toronto        | A             | A             | A             | A             | A             | A             | A             | A             | 1T            | 3T            | A     | A       | A       | A       | A     | A    |      | 0 / 2   | 2–2     |
| Cincinnati                | Non disputato | Non disputato | Non disputato | Tier III      | Tier III      | Tier III      | Tier III      | Tier III      | 1T            | Q1            | A     | A       | A       | A       | A     | A    |      | 0 / 1   | 0–1     |
| Tokyo                     | A             | A             | A             | A             | A             | A             | A             | QF            | 1T            | QF            | QF    | 2T      | A       | NP5     | A     | A    |      | 0 / 5   | 9–5     |
| Career statistics         | 2001          | 2002          | 2003          | 2004          | 2005          | 2006          | 2007          | 2008          | 2009          | 2010          | 2011  | 2012    | 2013    | 2014    | 2015  | 2016 | 2017 | No.     | No.     |
| Tornei giocati            | 1             | 3             | N.D.          | 1             | 2             | 16            | 17            | 21            | 21            | 18            | 17    | 11      | 9       | 22      | 19    | 6    |      | 162     | 162     |
| Titoli vinti              | 0             | 0             | N.D.          | 0             | 0             | 0             | 0             | 0             | 0             | 1             | 0     | 2       | 1       | 0       | 0     | 0    |      | 4       | 4       |
| Finali raggiunte          | 0             | 0             | N.D.          | 0             | 0             | 1             | 0             | 1             | 0             | 1             | 1     | 3       | 1       | 0       | 0     | 0    |      | 8       | 8       |
| Vittorie-sconfitte totali | 0–1           | 2–3           | N.D.          | 0–1           | 3–2           | 14–16         | 13–17         | 30–21         | 15–21         | 29–17         | 18–17 | 25–9    | 20–8    | 28–21   | 18–18 | 9–6  |      | 224–178 | 224–178 |
| Ranking di fine anno      | 203           | 283           | 167           | 226           | 120           | 64            | 75            | 27            | 61            | 22            | 34    | 19      | 30      | 52      | 126   | 302  |      |         |         |

## Vittorie contro giocatrici Top 10
| Stagione | 2008 | 2009 | 2010 | 2011 | 2012 | 2013 | 2014 | 2015 | 2016 | 2017 | 2018 | 2019 | 2020 | 2021 | 2022 | Totale |
| Vittorie | 1    | 1    | 3    | 1    | 2    | 1    | 1    | 0    | 0    | 0    | 1    | 0    | 0    | 2    | 2    | 15     |

| #    | Giocatrice             | Ranking | Evento                            | Superficie  | Turno | Punteggio         | Rank. KKR |
| ---- | ---------------------- | ------- | --------------------------------- | ----------- | ----- | ----------------- | --------- |
| 2008 |                        |         |                                   |             |       |                   |           |
| 1.   | Anna Čakvetadze        | 6       | Open di Francia, Parigi           | Terra rossa | 2R    | 6-4, 7-6(2)       | 49        |
| 2009 |                        |         |                                   |             |       |                   |           |
| 2.   | Jelena Janković        | 3       | Dubai Tennis Championships, Dubai | Cemento     | 3T    | 6-2, 7-5          | 24        |
| 2010 |                        |         |                                   |             |       |                   |           |
| 3.   | Samantha Stosur        | 6       | Torneo di Wimbledon, Londra       | Erba        | 1T    | 6-4, 6-4          | 80        |
| 4.   | Jelena Janković (2)    | 5       | US Open, New York                 | Cemento     | 3T    | 6-2, 7-6(1)       | 32        |
| 5.   | Jelena Janković (3)    | 6       | Pan Pacific Open, Tokyo           | Cemento     | 3T    | 6-4, 6-4          | 25        |
| 2012 |                        |         |                                   |             |       |                   |           |
| 6.   | Caroline Wozniacki     | 1       | Pan Pacific Open, Tokyo           | Cemento     | 3T    | 7-5, 1-6, 6-4     | 43        |
| 2012 |                        |         |                                   |             |       |                   |           |
| 7.   | Andrea Petković        | 10      | Brisbane International, Brisbane  | Cemento     | QF    | 6-1, 7-6(7)       | 34        |
| 8.   | Caroline Wozniacki (2) | 9       | Open di Francia, Parigi           | Terra rossa | 3T    | 6-1, 6(3)-7, 6-3  | 23        |
| 2013 |                        |         |                                   |             |       |                   |           |
| 9.   | Angelique Kerber       | 7       | Torneo di Wimbledon, Londra       | Erba        | 2T    | 3-6, 7-6(6), 6-3  | 46        |
| 2014 |                        |         |                                   |             |       |                   |           |
| 10.  | Jelena Janković (4)    | 8       | Torneo di Wimbledon, Londra       | Erba        | 1T    | 6-3, 6-2          | 42        |
| 2018 |                        |         |                                   |             |       |                   |           |
| 11.  | Simona Halep           | 1       | US Open, New York                 | Cemento     | 1T    | 6-2, 6-4          | 44        |
| 2021 |                        |         |                                   |             |       |                   |           |
| 12.  | Aryna Sabalenka        | 7       | Gippsland Trophy, Melbourne       | Cemento     | 3T    | 6-1, 2-6, 6-1     | 94        |
| 13.  | Sofia Kenin            | 4       | Australian Open, Melbourne        | Cemento     | 2T    | 6-3, 6-2          | 65        |
| 2022 |                        |         |                                   |             |       |                   |           |
| 14.  | Aryna Sabalenka (2)    | 2       | Australian Open, Melbourne        | Cemento     | 4T    | 5-7, 6-2, 7-6(10) | 115       |
| 15.  | Garbiñe Muguruza       | 10      | Open di Francia, Parigi           | Terra rossa | 1T    | 2-6, 6-3, 6-4     | 46        |